# Shovrim Shtika
Shovrim Shtika, också känd som Breaking the Silence, är en israelisk icke-statlig organisation (NGO) grundad av veteraner från Israels försvarsmakt. Organisationen ger israelisk militär personal – både aktiv, tidigare tjänstgörande och reserver – ett sätt att konfidentiellt berätta om sina erfarenheter i ockuperade områden. Berättelserna publiceras i syfte att informera den israeliska allmänheten om hur vardagen ser ut för både soldater och palestinska civila.
Organisationen består av israeliska soldater, varav en stor del är officerare, som har tjänstgjort i de ockuperade territorierna – det vill säga Västbanken, Gazaremsan och Östra Jerusalem. De berättar om order de fått, order de givit och handlingar de har utfört, som de anser strider mot vad som är rätt och som de anser förtigs i hemlandets media. En uppmärksammad rapport släpptes i juli 2009 om Gazakonflikten 2008-2009.

## Historia
År 2004 publicerades en serie fotografier och skriftliga redogörelser från israeliska soldater som tjänstgjort i staden Hebron, av Avichai Sharon, Yehuda Shaul och Noam Chayut. De tre ville få Israel att konfronteras med sanningen om sin politik på de ockuperade områdena. Utställningen besöktes av tusentals människor och organisationen som uppstod har blivit ett forum för soldater som tjänstgör eller har tjänstgjort i Israels försvarsmakt att lämna sina vittnesbörd.
En utställning från organisationen visades på Armémuseum i Stockholm i mars 2011.
Den före detta soldaten och Shovrim Shtika-medlemmen Yehuda Shaul är en av huvudkaraktärerna i den prisbelönta svenska dokumentären Israel vs Israel.
Under kriget mellan Hamas och Israel rapporterade organisationen bland annat om hur soldater använt civila som mänskliga sköldar, och om hur de beordrats skjuta skarpt mot civila som köar för nödhjälp.